# Dorymyrmex hypocritus
Dorymyrmex hypocritus é uma espécie de formiga do gênero Dorymyrmex.